# Faust Vrančić
Faust Vrančić (tal. Fausto Veranzio, lat. Faustus Verantius, mađ.: Verancsics Faustus; Šibenik, 1. siječnja 1551. – Venecija, 20. siječnja 1617.), bio je hrvatski polihistor, jezikoslovac, izumitelj, diplomat, inženjer, svećenik, biskup. Jedan je od najznačajnĳih Hrvata svih vremena.
Početno humanističko obrazovanje stječe u Požunu kod očeva brata Antuna Vrančića, uglednoga diplomata, humanista, nadbiskupa ostrogonskoga i primasa Ugarske, a zatim u Padovi studira filozofiju i pravo. U Hrvatskoj se Vrančić nakon dugih godina zaborava sve više istražuje i spominje. Godine 1969. medaljon s njegovim likom (rad K. Angeli-Radovanija) ugrađen je na rektorski lanac Sveučilišta u Zagrebu, Hrvatski sabor je 1992. godine ustanovio Državnu nagradu tehničke kulture Faust Vrančić, 1993. godine postavljeno je njegovo poprsje (K. Angeli-Radovani) u Parku skulptura velikana hrvatskog prirodoslovlja i tehnike u Tehničkome muzeju u Zagrebu, u Šibeniku se održava godišnja kulturna manifestacija Dani Fausta Vrančića. Vrančiću su tijekom stoljeća pridavali i druga podrijetla, pa su ga obilježavali kao Talijana, mađarskoga matematičara i slično. Njegove su izume pripisivali drugima, pa tako i njegov padobran Leonardu da Vinciju.
Potkraj 16. stoljeća Vrančić je pripremio knjigu s crtežima svojih ili prerađenih tuđih izuma, te njihovim opisima. Ta je knjiga tiskana u dvije inačice (vjerojatno izdanja), koje se razlikuju uglavnom po naslovnicama i broju jezika kojima su strojevi opisani: Novi strojevi Fausta Vrančića Šibenčanina (lat. Machinae novae Fausti Verantii Siceni), bez mjesta i godine izdanja, s opisima strojeva na latinskom i talijanskom jeziku (procjenjuje se da je izdana u Firenci 1595.), i Novi strojevi Fausta Vrančića Šibenčanina, opisani latinskim, talijanskim, španjolskim, francuskim i njemačkim (lat. Machinae novae Fausti Verantii Siceni cum declaratione Latina Italica Hispanica Gallica et Germanica). Ni na tom izdanju nema godine, a pretpostavlja se da je to 1615. ili 1616. godine. Knjiga sadrži 49 bakropisa velikoga formata na kojima je 56 različitih konstrukcija. Crteži su lijepi i pregledni, rađeni u perspektivi. Tehnička rješenja obuhvaćaju uređenje riječnih tokova, mostove, satove, mnogobrojne mlinove, preše, strojeve za mlaćenje i čišćenje žitarica, zaprežna kola, organizaciju posla i drugo (ne i ratne strojeve), te su uglavnom namijenjeni olakšavanju ljudskoga rada primjenom rada teglećih životinja, te energije vodenih tokova ili vjetra. U njihovim opisima Vrančić navodi jesu li to izvorne zamisli, ili se zasnivaju na zamislima ili konstrukcijama drugih. Sve su konstrukcije fizički i tehnički izvedive, dane kao savjeti za praktičnu uporabu. Vrančićeva djela pretiskana su uz komentare u posljednjem desetljeću 20. stoljeća.

## Životopis
Faust Vrančić najvažniji je konstruktor i tehnički pisac u Hrvata na prijelazu iz 16. u 17. stoljeće. Rođen je 1551. godine u Šibeniku, u obitelji Mihovila Vrančića i Katarine, rođene u plemićku obitelj Dobrojević. Osim Fausta imali su još četvero djece. Vrančići su bili ugledna šibenska plemićka obitelj koja se spominje već u 14. stoljeću, a čiji su se preci doselili u Šibenik iz Bosne. Na njegov je život osobito utjecao stric, biskup Antun Vrančić (1504. – 1573.), koji ga je uzeo k sebi u Ugarsku na odgoj i školovanje, a potom (1568. – 1569.) ga poslao na studij u Padovu i Veneciju. Ondje je Vrančić pokazao iznimno zanimanje za filozofiju, fiziku i matematiku. Nakon studija, vratio se u Šibenik 1571. godine, ali je ubrzo ponovno otišao stricu u Ugarsku, gdje se bavio znanstvenim radom. Godine 1575. primljen je u članstvo hrvatske bratovštine sv. Jeronima u Rimu.
Za upravitelja biskupskih dobara u Veszprému u Ugarskoj postavljen je 1579. godine. Postavši tajnikom kralja Rudolfa II., 1579. godine, Vrančić započinje temeljitije studirati prirodne znanosti i tehniku. Na dvoru se svakodnevno susreće s nizom istaknutih znanstvenika onog doba, između ostalih s astronomima Tychom Bracheom i Johannesom Keplerom, graditeljem Jacopom de Stradom... što ostavlja jak utjecaj na njegov rad. Godine 1581. bio je imenovan tajnikom rimsko-njemačkog cara i hrvatsko-ugarskoga kralja Rudolfa II., koji je na dvoru na Hradčanima u Pragu okupio mnoge ugledne europske umjetnike, znanstvenike i graditelje onoga doba (Tycho Brahe, Johannes Kepler, Jacopo Strada i drugi). U tom se okruženju Vrančić kretao sve do 1594. godine, kada je napustio Hradčane. Godine 1594. napušta dužnost dvorskog tajnika u Pragu te živi malo u Šibeniku, a uglavnom u Veneciji. Godine 1595. izdao je petojezični rječnik (latinski, talijanski, njemački, hrvatski i mađarski jezik) pod naslovom Rječnik pet najuglednijih jezika Europe (Dictionarium quinque nobilissimarum Europae linguarum, latinae, italicae, germanicae, dalmaticae et ungaricae). U tome rječniku je 5.411 abecedno poredanih latinskih riječi uz koje su u stupcima riječi ostalih jezika. U to se vrijeme termin "dalmatinski" rabio za slavenski jezik kojim se govorilo između Jadranskoga mora i rijekâ Dunava i Save i ne treba ga miješati s izumrlim dalmatskim jezikom koji je bio romanskoga podrijetla. Vrančićev stupac hrvatskih riječi prvi je hrvatski rječnik uopće i sadrži oko 3.800 hrvatskih riječi. U Pragu je 1605. godine Petr Loderecker, s Vrančićevim dopuštenjem i svesrdnom pomoći, priredio drugo izdanje ovog rječnika, prošireno s češkim (Bohemice) i poljskim jezikom (Polonice), pod naslovom Rječnik sedam različitih jezika (Dictionarium septem diversarum linguarum), kojom prigodom je i "dalmatinski" naveden pod hrvatskim imenom. "Dalmatia", "Dalmata", "Dalmatice" zamjenjuje "Harvatska zemlja", "Harvat", "harvacki". U prilogu Rječnika Vrančić je dao otisnuti i Popis dalmatinskih riječi koje su Mađari prihvatili (Vocabula Dalmatica quae Ungri sibi usurparunt), koji sadrži riječi koje su iz hrvatskoga prešle u mađarski jezik. Ovaj je rječnik načinio snažan utjecaj na pravopis kako hrvatskoga tako i mađarskoga jezika, u kome su prihvaćeni Vrančićevi prijedlozi za uporabu ly, ny, sz i cz. To je također bio i prvi rječnik mađarskoga jezika, a doživio je četiri izdanja: u Mletcima (1595.), Pragu (1605.), Bratislavi (1834.) i Zagrebu (1971.). Vrančićevo djelo objavljeno pretiskom 1971. godine, popraćeno je pogovorom Ljudevita Jonkea i postupkom obrata izrađenim "Hrvatsko-latinskim rječnikom", čiji je autor Valentin Putanec. Izrada obrata bila je dalekovidan potez, jer je na temelju tako predstavljene hrvatske građe ustanovljeno da je anonimni rječnik "Slavoslovlje dalmatinsko-talijansko" iz poznatoga Rkp. 194 knjižnice Male braće u Dubrovniku predstavlja hrvatsko-talijanski obrat iz Vrančića, dopunjen određenim brojem neovisnih natuknica. Autorstvo se toga rukopisa i danas smatra neutvrđenim, što dokida atribuciju Kašiću.
Od 16. travnja 1598. godine Vrančić djeluje u Mađarskoj kao biskup od Chanda, te nakon što se je zaredio, kraljevski tajnik za poslove Ugarske i Transilvanije. Pošto mu je rano umrla supruga Marieta, zaredio se, 20. prosinca 1600. godine. Nezadovoljan državnom službom napustio je kraljevski dvor 1605. godine, te je ušao u Kongregaciju sv. Pavla u Rimu, u red barnabita. Na svom materinskom jeziku, koji je Vrančić smatrao "najljepšim" i nazivao ga "dalmatinskim", napisao je Život nikoliko izabranih divic (Rim, 1606.), gdje se daju hagiografski životopisi opatica šibenskoga samostana Sv. Salvatora, prvenstveno svetica osobito štovanih u hrvatskim krajevima uz jadransku obalu. Napisao je i kratak spis o slavenskim jezicima i narodima, u kome navodi svoje shvaćanje srednjojužnoslavenskoga dijasustava: Dalmatinski, Hrvatski, Srpski ili Bosanski – jere sve ovo jedan jezik jest – ima riči i slova...koja se lahko izgovaraju. Odrekavši se 1608. godine biskupske časti, nastavio je borbu protiv reformacije. U Rimu je radio i na svojoj novoj knjizi o strojevima, za što je 1614. godine dobio povlasticu od francuskoga kralja Luja XIII., a 1615. godine od toskanskoga vojvode Cosima II. de’ Medici.

### Machinae novae
Vrativši se u Rim, istražuje konstrukcije strojeva i arhitektonskih problema, a preko barnabita Giovannija Ambrogia Mazente upoznaje tehničke crteže Leonarda da Vincija, što je rezultiralo najznačajnijim Vrančićevim djelom Machinae novae (Mletci 1615. ili 1616.) ↓1. U njemu je Vrančić opisao 56 raznovrsnih uređaja i tehničkih konstrukcija, različitih naprava i pronalazaka, uz 49 slika velikog formata i s komentarima na latinskome, talijanskome, španjolskome, francuskome i njemačkome jeziku. Vrančić je djelo oblikovao kao priručnik, a u njemu uz vlastite donosi i neke slabije poznate projekte drugih konstruktora, metodološki ih poredavši kako bi prikazao razvoj od već poznatih projekata do novih, koji su bili izvorno njegovi. Djelo Machinae novae (Nove naprave) iznimno je vrijedno tehničko djelo, jedno od kapitalnih djela renesansne tehnike u kojemu on razmatra različite tehničke probleme: izučava praktične hidrološke probleme, traži uzroke poplava i daje prijedloge kako ih izbjeći, konstruira različite vrste satova, primjenjuje svojstva elastičnosti materijala za akumuliranje mehaničke energije, konstruira mlinove, mostove, razvija ideju i ulogu zamašnjaka kod pogonskih strojeva, bavi se problemima uzvodne plovidbe rijekom i prenošenja velikih tereta. U tome djelu donio je 18 različitih projekata mlinova s pogonom na vjetar, na morske struje, na plimu i oseku te na ručni i životinjski pogon, a bavio se još organizacijom poljodjelstva (kosidba, vršidba i čišćenje žita), zatim problemima uzvodne riječne plovidbe, konstrukcijama sunčanih satova, kao i satova na vodu i vatru. Među značajnije opise iz spomenutoga djela spadaju viseći most i Homo volans (lat. leteći čovjek), prikaz padobranca. Najpoznatiji Vrančićev izum, Leteći čovjek (lat. Homo volans), konstrukcija padobrana za koji se pretpostavlja da je i iskušan skokom s nekoga tornja u Veneciji. U knjizi je detaljno prikazana Vrančićeva zamisao, to jest pravokutni drveni okvir na koji je razapeta tkanina, a o koji je ovješen padobranac, što u znatnoj mjeri nalikuje današnjim padobranima. Među drugim konstrukcijama najvažnije su mlin s pomičnim krovom (vjetrenjača s vodoravnim rotorom s lopaticama kakve imaju današnje turbine), magareći mlin (veliki kotač koji pokreću zaprežne životinje), kakav se do u 20. stoljeća rabio u cijeloj Panoniji, mlin obješen o stijenu, s kotačem kakav ima suvremena Francisova turbina, mlin u morskom tjesnacu (iskorištavanje plime i oseke s umjetnim jezerom), kakav se i danas za pogon elektrane pokusno rabi na atlantskoj obali (plimna hidroelektrana La Rance), most od zvonovine (bronce) prva je konstrukcija kovinskoga mosta kakav će u upotrebu ući tek 1773. godine u Engleskoj, željezni most konstrukcija je visećega (lančanoga) mosta kakav će biti sagrađen tek 1874. godine u Francuskoj, a most s jednim užetom prvi je poznati nacrt žičare. Pri vršidbi i čišćenju žitarica preporučena je organizacija i raspodjela rada. Na pogonskim kotačima nekih strojeva predvidio je Vrančić utege, što je preteča zamašnjaka. Predvidio je i plosnatu elastičnu oprugu (za pomicanje ručne pile i kao elastični ovjes zaprežnih kola), koja će ostati neizbježni sastavni dio vozila sve do željeznice i automobila. Po mnogim se konstrukcijama vidi kako je Vrančić u mnogome bio ispred svojega doba. Na kraju je djela popis Naše naprave ili strojevi, u kojem je naveo 61 konstrukciju za koju je smatrao da su izvorno njegove. Prvi pretisak Novih strojeva objavljen je u Münchenu 1965. godine. Hrvatski pretisak s prvim prijevodom opisa strojeva na hrvatski jezik (Vladimir Muljević) objavljen je u Zagrebu 1993. godine.

### Bolest i smrt
Zbog bolesti napušta 1615. godine Rim i želi svoje zadnje dane proživjeti u rodnom Šibeniku, no zaustavlja se u Veneciji, gdje objavljuje knjigu Logica nova. Premda je školovan u duhu peripatetičke tradicije, Vrančićevi tehnički projekti pokazuju da je u nekim fizikalnim pitanjima blizak novoj fizici koja se sve više udaljavala od aristotelizma. Projekti u djelu opisani su samo fenomenološki u nedostatku fizikalnih i tehničkih znanja potrebnih za konstrukcije, a do kojih se došlo tek u 18. stoljeću, što pokazuje kako su daleko bili ispred svog vremena Vrančićevi projekti i koliko su nadmašivali mogućnost svog ostvarenja.
U Veneciji je i umro, 27. veljače 1617. godine. Po oporučnoj želji njegovo je tijelo pokopano u domovini u crkvi Sv. Marije (Prvić Luka na otoku Prviću kraj Šibenika).

## BASE skakanje
Oko 1615. ili 1616. godine Faust Vrančić je objavio crtež četverokutnog padobrana. Iako za to nema pisanih dokaza, dosad se pogrešno pretpostavljalo da je Faust kao 65-godišnjak, teško bolestan i nedugo prije smrti - s takvim padobranom izveo prvi uspješni skok (ovisno o izvoru) sa zvonika bazilike sv. Marka u Veneciji ↓2 ili s 86 metara visokog zvonika katedrale svetoga Martina u Bratislavi. Međutim, nedavno je temeljem analize izvora znanstveno dokazano (dr. sc. Iva Kurelac) da Vrančić nije sam skokom isprobao svoj padobran. Iva Kurelac je, osim toga, opovrgnula u hrvatskoj znanosti dugo uvriježenu, pogrešnu tezu o tome da je engleski matematičar i biskup John Wilkins (1614. – 1672.) u svojem djelu Mathematical Magick (London, editio princeps, 1648.), opisao skok Fausta Vrančića padobranom, izveden sa zvonika crkve sv. Marka u Veneciji.

## Pjesme
Faust Vrančić pisao je i pjesme. Sačuvano je pet Faustovih pjesama napisanih na latinskome jeziku. Pronađene su u jednom rukopisnom trogirskom zborniku latinskih pjesama koji je danas u Znanstvenoj knjižnici u Zadru. Prvi puta objavljene su na latinskom i u hrvatskom prijevodu Bratislava Lučina u knjizi Antuna i Fausta Vrančića, Sentimentalni odgoj. Tu se nalazi i pjesma "U grb Vrančića", pjesma s tri stiha, koja su upisana i na Rotinoj grafici s portretom Antuna Vrančića:
Ljiljana šest što cvijet im iz debla Vrančića cvate
Radini zasadi Alkid, a Palada vodom ih zali;
Krijepi ih onaj što sve s visina promatra – Febo.

## Djela
- Dictionarium quinque nobilissimarum Europae linguarum, latinae, italicae, germanicae, dalmaticae et ungaricae, (Rječnik pet najuglednijih europskih jezika, latinskoga, talijanskoga, njemačkoga, dalmatinskoga i ugarskoga, 1595.; 2. izd. prir. Petr Loderecker, Prag, 1605.; 3. izd., objavio József Török, Bratislava, 1834.; 4. izd. Liber, Zagreb, 1971.; 5. izd. Češki slavist Antonín Měšťan pretisnuo je 1984. Lodereckerovo sedmojezično izdanje; 6. izd. Društvo hrvatskih književnika, Zagreb, 1990.; 7. izd., Novi Liber, Zagreb, 1992.)[17]
- Machinae novae, (Nove naprave, 1595.)
- Xivot nikoliko izabranih divvicz, (Rim, 1606.) ↓3
- De Slovvinis seu Sarmatis, u: Xivot nikoliko izabranih divvicz, (Rim, 1606.)[18]
- Logica suis ipsius instrumentis formata et recognita, (Logika oblikovana samim svojim dokazima, 1608.), (pod pseudonimom Justus Verax Sicenus)[19]
- Ethica christiana, (Kršćanska etika, 1610.), (pod pseudonimom Justus Verax Sicenus)[19]
- Logica nova suis ipsius instrumentis formata et recognita. Ethica christiana, (Venecija, 1616.) (djelomično dopunjeno i prerađeno izdanje knjiga: Logica suis ipsius instrumentis formata i Ethica christiana)[20]
- Machinae novae Fausti Verantii Siceni cum declaratione Latina, Italica, Hispanica, Gallica et Germanica, pretisak, Novi Liber-Gradska knjižnica "Juraj Šižgorić", Zagreb-Šibenik, 1993.
- Život nikoliko izabranih divic, Gradska knjižnica "Juraj Šižgorić", Šibenik, 1995.
- Sentimentalni odgoj, preveli Bratislav Lučin, Darko Novaković, Gradska knjižnica "Juraj Šižgorić", Šibenik, 1995. (suautor Antun Vrančić)[21]
- Illyrica historia: fragmenta ex variis historicis, cum Latinis, tum Graecis, hinc inde collecta a Fausto Verancio Siceno, episcopo Chanadiensi, rukopis (NSK, sign. R-5721)[22]

## Spomen
- U okviru Memorijalnog centra Faust Vrančić na otoku Prviću u njegovu čast održava se godišnja manifestacija Kreativni dani Fausta Vrančića.[23]
- Povodom obilježavanja 400. obljetnice smrti Fausta Vrančića Grad Šibenik je u siječnju 2017. godine postavio spomen-ploču na njegovu rodnu kuću u Šibeniku, u ulici fra Nikole Tavelića 13, zahvaljujući izvornim znanstvenim istraživanjima arhivskog gradiva iz Državnog arhiva u Zadru koja je provela Iva Kurelac (arhivski dokument: bračni ugovor Dinka Zavorovića i Faustove sestre Klare Vrančić sastavljen 1. srpnja 1582. godine).[23][24][25]
- Povodom obilježavanja 400. obljetnice smrti Fausta Vrančića u Državnom arhivu u Rijeci postavljena je izložba arhivskih dokumenata "Pogled u oporuku Fausta Vrančića: Uz 400. obljetnicu smrti", autorica izložbe: Iva Kurelac, (travanj 2017.), Državni arhiv u Rijeci.[26][27][28]

### Ustanove, škole i ostalo imenovano po Faustu Vrančiću
- Astronomsko društvo Faust Vrančić
- BS-73 Faust Vrančić - ratni brod Hrvatske ratne mornarice
- ulice u hrv. gradovima
- "Srednja strojarska škola Fausta Vrančića" u Mostaru
- Osnovna škola Fausta Vrančića u Šibeniku
- Srednja Škola Fausta Vrančića u Zagrebu-STŠ Faust Vrančić
- Memorijalni centar Faust Vrančić u Prvić Luci na otoku Prviću
- Medalja Faust Vrančić - dodjeljuje Hrvatski zrakoplovni savez. Na 94. Generalnoj Skupštini Svjetske zrakoplovne federacije, koja je održana 17. do 21. listopada 2001. godine u Montreauxu u Švicarskoj, usvojena je odluka o dodijeli te nagrade HZS-a, "Faust Vrančić Medal", koja je u rangu s FAI Silver Medal, a dodjeljuje se na nivou svijeta za najbolje tehničke inovacije u padobranstvu.[29] Svjetska padobranska komisija – IPC je po prvi puta dodijelila medalju na 95. Generalnoj konferenciji Svjetske zrakoplovne federacije koja je održana u Dubrovniku od 7. do 13. listopada 2002. godine.[30]